# ISO 3166-2:DJ
ISO 3166-2:DJ è uno standard ISO che definisce i codici geografici delle suddivisioni di Gibuti; è un sottogruppo dello standard ISO 3166-2.
I codici, assegnati alle 5 regioni del paese e a una città, sono formati da DJ- (sigla ISO 3166-1 alpha-2 dello Stato), seguito da due lettere.

## Codici
| Codice | Suddivisione | Tipo    |
| ------ | ------------ | ------- |
| DJ-DJ  | Gibuti       | città   |
| DJ-AS  | Ali Sabieh   | regione |
| DJ-AR  | Arta         | regione |
| DJ-DI  | Dikhil       | regione |
| DJ-OB  | Obock        | regione |
| DJ-TA  | Tagiura      | regione |